# Septième circonscription du Nord
La septième circonscription du Nord est l'une des 21 circonscriptions législatives françaises que compte le département du Nord.
Elle est représentée dans la XVIe législature par Félicie Gérard, membre du parti Horizons depuis 2022.

## Description géographique et démographique

### De 1958 à 1986
Le département avait vingt-trois circonscriptions.
La septième circonscription du Nord était composée de :
- canton de Lannoy
- canton de Roubaix-Est

Source : Journal Officiel du 14-15 Octobre 1958.

### De 1988 à 2010
La septième circonscription du Nord, est située dans l'agglomération lilloise. Elle a d'abord été délimitée par le découpage électoral de la loi no 86-1197 du 24 novembre 1986
, et regroupait les divisions administratives suivantes : 
- Canton de Lannoy (moins les communes d'Anstaing, Baisieux, Chéreng, Forest-sur-Marque, Gruson, Sailly-lez-Lannoy, Tressin et Willems)
- Canton de Roubaix-Centre (partie située au sud d'une ligne définie par l'axe des voies ci-après : rue de Barbieux, rue H. Bossut et rue Jean-Moulin jusqu'à la limite du canton de Roubaix-Ouest, par la limite du canton de Roubaix Ouest, puis celle du canton de Roubaix Nord jusqu'à la place de la Liberté, et par l'axe des voies ci-après : place de la Liberté, rue de Lannoy, boulevard de Belfort et rue Monge jusqu'à la limite du canton de Roubaix-Est)
- Canton de Roubaix-Est.

Lors du recensement général de la population en 1999, réalisé par l'Institut national de la statistique et des études économiques (INSEE), la population totale de cette circonscription est estimée à 111 200 habitants,.

### Depuis 2010
Depuis l'adoption de l'ordonnance no 2009-935 du 29 juillet 2009, ratifiée par le Parlement français le 21 janvier 2010, elle est composée des divisions administratives suivantes : 
- Canton de Lannoy (moins les communes d'Anstaing, Baisieux, Chéreng, Forest-sur-Marque, Gruson, Sailly-lez-Lannoy, Tressin et Willems)
- Canton de Roubaix-Ouest. L'ordonnance n'a pas été rectifiée lors du redécoupage cantonal de 2014.

### Liste par communes (en 2022)
Pour le Canton de Croix, communes de Croix, Hem, Lannoy, Lys-lez-Lannoy, Wasquehal.
Plus Toufflers (canton de Villeneuve-d'Ascq).
Et une fraction de Roubaix (l'ouest).

### Pyramide des âges
| Hommes | Classe d’âge   | Femmes |
| ------ | -------------- | ------ |
| 6      | 65 ans et plus | 9      |
| 28     | 20 à 64 ans    | 30     |
| 14     | 0 à 19 ans     | 13     |

### Catégorie socio-professionnelle
Répartition de la population active par catégorie socio-professionnelle en 2013
| Agriculteurs | Artisans, commerçants, chefs d'entreprise | Cadres, professions intellectuelles | Professions intermédiaires | Employés | Ouvriers | Retraités | Autres |
| ------------ | ----------------------------------------- | ----------------------------------- | -------------------------- | -------- | -------- | --------- | ------ |
| 0,1 %        | 2,7 %                                     | 10,0 %                              | 15,4 %                     | 16,1 %   | 13,0 %   | 22,2 %    | 20,6 % |

## Description politique
La septième circonscription du Nord est l'une des circonscriptions les plus disputées du département du Nord.
En effet, depuis le redécoupage de 1988, celle-ci a basculé à chaque élection jusqu'en 2007, ce qui s'explique par son découpage, englobant une partie de la ville de Roubaix, solidement ancrée à gauche, mais aussi ses banlieues, plus tournées vers la droite, et ce avec un Front national à un niveau élevé au niveau de la circonscription.
Ainsi, si la circonscription est passée de gauche à droite puis de droite à gauche en 1993 et 1997 à la faveur de triangulaire, la droite ne doit sa victoire de 2002 qu'à une avance de 600 voix (soit 1,6 %), et sa réélection en 2007 à moins de 200 voix.
Lors de l'élection de 2017, le député sortant est mis en difficulté au premier tour face au candidat MoDem - LREM, Arnaud Verspieren qui bénéficie de 3 000 voix d'avance. Il remporte cependant l'élection au second tour avec 1 788 voix de plus que son adversaire.

## Historique des députations
| Législature | Début de mandat | Fin de mandat  | Député            | Parti politique     | Observations                                                                                                |
| ----------- | --------------- | -------------- | ----------------- | ------------------- | --- |
| Ire         | 9 décembre 1958 | 9 octobre 1962 | Joseph Frys       | UNR                 | Mandat écourté à la suite d'une dissolution parlementaire décidée par Charles de Gaulle.                    |
| IIe         | 6 décembre 1962 | 2 avril 1967   | Joseph Frys       | app.UNR-UDT         | |
| IIIe        | 3 avril 1967    | 30 mai 1968    | Joseph Frys       | app.UDR             | Mandat écourté à la suite d'une dissolution parlementaire décidée par Charles de Gaulle.                    |
| IVe         | 11 juillet 1968 | 1er avril 1973 | Joseph Frys       | UDR                 | |
| Ve          | 2 avril 1973    | 2 avril 1978   | André Desmulliez  | PS                  | Maire de Lys-lez-Lannoy                                                                                     |
| VIe         | 3 avril 1978    | 22 mai 1981    | Pierre Prouvost   | PS                  | Maire de Roubaix Mandat écourté à la suite d'une dissolution parlementaire décidée par François Mitterrand. |
| VIIe        | 2 juillet 1981  | 1er avril 1986 | Pierre Prouvost   | PS                  | Maire de Roubaix jusqu'en 1983                                                                              |
| IXe         | 23 juin 1988    | 1er avril 1993 | Bernard Carton    | PS                  | |
| Xe          | 2 avril 1993    | 21 avril 1997  | Michel Ghysel,    | RPR,                | Mandat écourté à la suite d'une dissolution parlementaire décidée par Jacques Chirac.                       |
| XIe         | 12 juin 1997    | 18 juin 2002   | Guy Hascoët       | Les Verts           | |
| XIIe        | 19 juin 2002    | 19 juin 2007   | Francis Vercamer, | UMP,                | Maire de Hem, vice-président de Lille Métropole Communauté urbaine                                          |
| XIIIe       | 20 juin 2007    | 19 juin 2012   | Francis Vercamer, | NC,                 | Maire de Hem                                                                                                |
| XIVe        | 20 juin 2012    | 20 juin 2017   | Francis Vercamer  | NC                  | Maire de Hem                                                                                                |
| XVe         | 21 juin 2017    | 22 juin 2020   | Francis Vercamer  | LC                  | Vercamer est élu maire de Hem en 2020 et démissionne pour cumul des mandats. Sa suppléante lui succède.     |
| XVe         | 23 juin 2020    | 21 juin 2022   | Valérie Six       | UDI                 | Vercamer est élu maire de Hem en 2020 et démissionne pour cumul des mandats. Sa suppléante lui succède.     |
| XVIe        | 22 juin 2022    | 9 juin 2024    | Félicie Gérard    | Horizons (Ensemble) | Mandat écourté à la suite d'une dissolution parlementaire décidée par Emmanuel Macron.                      |
| XVIIe       | 8 juillet 2024  | En cours       | Félicie Gérard    | Horizons (Ensemble) | |

## Historiques des élections

### Élections de 1958
| Candidat       | Candidat        | Parti          | Premier tour | Premier tour | Second tour | Second tour |  |
| Candidat       | Candidat        | Parti          | Voix         | %            | Voix        | %           |  |
| -------------- | --------------- | -------------- | ------------ | ------------ | ----------- | ----------- |  |
|                | Victor Provo    | SFIO           | 20 882       | 33,33        | 23 032      | 36,78       |  |
|                | Joseph Frys élu | UNR            | 11 848       | 18,91        | 31 594      | 50,45       |  |
|                | Jean Desmarets  | CNIP           | 11 181       | 17,85        | Retrait     | Retrait     |  |
|                | Georges Muteau  | MRP            | 8 937        | 14,27        | Retrait     | Retrait     |  |
|                | Jérôme Moerman  | PCF            | 8 735        | 13,94        | 7 993       | 12,76       |  |
|                | Léon Deguffroy  | UFD            | 1 063        | 1,7          |             |             |  |
|                |                 |                |              |              |             |             |  |
| Inscrits       | Inscrits        | Inscrits       | 74 289       | 100,00       | 74 286      | 100,00      |  |
| Abstentions    | Abstentions     | Abstentions    | 10 164       | 13,68        | 10 431      | 14,04       |  |
| Votants        | Votants         | Votants        | 64 125       | 86,32        | 63 855      | 85,96       |  |
| Blancs et nuls | Blancs et nuls  | Blancs et nuls | 1 479        | 2,31         | 1 236       | 1,94        |  |
| Exprimés       | Exprimés        | Exprimés       | 62 646       | 97,69        | 62 619      | 98,06       |  |

Le suppléant de Joseph Frys était le Docteur Jean Leplat, de Wattrelos.

### Élections de 1962
| Candidat       | Candidat                  | Parti          | Premier tour | Premier tour | Second tour | Second tour |  |
| Candidat       | Candidat                  | Parti          | Voix         | %            | Voix        | %           |  |
| -------------- | ------------------------- | -------------- | ------------ | ------------ | ----------- | ----------- |  |
|                | Joseph Frys sortant réélu | UNR-UDT        | 19 696       | 34,21        | 28 576      | 47,42       |  |
|                | Victor Provo              | SFIO           | 17 118       | 29,73        | 27 134      | 45,03       |  |
|                | Gustave Ansart            | PCF            | 9 101        | 15,81        | Retrait     | Retrait     |  |
|                | Jean Desmarets            | CNIP           | 5 831        | 10,13        | 4 547       | 7,55        |  |
|                | Georges Muteau            | MRP            | 5 829        | 10,12        | Retrait     | Retrait     |  |
|                |                           |                |              |              |             |             |  |
| Inscrits       | Inscrits                  | Inscrits       | 73 974       | 100,00       | 73 974      | 100,00      |  |
| Abstentions    | Abstentions               | Abstentions    | 14 871       | 20,1         | 11 809      | 15,96       |  |
| Votants        | Votants                   | Votants        | 59 103       | 79,9         | 62 165      | 84,04       |  |
| Blancs et nuls | Blancs et nuls            | Blancs et nuls | 1 528        | 2,59         | 1 908       | 3,07        |  |
| Exprimés       | Exprimés                  | Exprimés       | 57 575       | 97,41        | 60 257      | 96,93       |  |

Le suppléant de Joseph Frys était H. Dumortier, maire d' Ascq.

### Élections de 1967
| Candidat       | Candidat                  | Parti                     | Premier tour | Premier tour | Second tour | Second tour |  |
| Candidat       | Candidat                  | Parti                     | Voix         | %            | Voix        | %           |  |
| -------------- | ------------------------- | ------------------------- | ------------ | ------------ | ----------- | ----------- |  |
|                | Joseph Frys sortant réélu | UD-Ve                     | 23 211       | 35,72        | 32 745      | 50,92       |  |
|                | André Desmulliez          | FGDS (SFIO)               | 17 230       | 26,52        | 31 559      | 49,08       |  |
|                | Gustave Ansart            | PCF                       | 11 603       | 17,86        | Retrait     | Retrait     |  |
|                | André Thibeau             | CD (PDM)                  | 6 934        | 10,67        |             |             |  |
|                | Roger Olonde              | Divers droite (Gaulliste) | 5 999        | 9,23         |             |             |  |
|                |                           |                           |              |              |             |             |  |
| Inscrits       | Inscrits                  | Inscrits                  | 77 099       | 100,00       | 77 096      | 100,00      |  |
| Abstentions    | Abstentions               | Abstentions               | 10 426       | 13,52        | 10 475      | 13,59       |  |
| Votants        | Votants                   | Votants                   | 66 673       | 86,48        | 66 621      | 86,41       |  |
| Blancs et nuls | Blancs et nuls            | Blancs et nuls            | 1 696        | 2,54         | 2 317       | 3,48        |  |
| Exprimés       | Exprimés                  | Exprimés                  | 64 977       | 97,46        | 64 304      | 96,52       |  |

Le suppléant de Joseph Frys était le Docteur Watel, d'Annappes.

### Élections de 1968
| Candidat       | Candidat                  | Parti          | Premier tour | Premier tour | Second tour | Second tour |  |
| Candidat       | Candidat                  | Parti          | Voix         | %            | Voix        | %           |  |
| -------------- | ------------------------- | -------------- | ------------ | ------------ | ----------- | ----------- |  |
|                | Joseph Frys sortant réélu | UDR (URP)      | 27 622       | 43,05        | 33 444      | 53,01       |  |
|                | André Desmulliez          | FGDS (SFIO)    | 17 103       | 26,66        | 29 646      | 46,99       |  |
|                | Émile Duhamel             | PCF            | 10 109       | 15,76        | Retrait     | Retrait     |  |
|                | Georges Muteau            | CD (PDM)       | 4 975        | 7,75         |             |             |  |
|                | Joseph Omez               | Modérés        | 2 900        | 4,52         |             |             |  |
|                | Marc Ballois              | PSU            | 1 449        | 2,26         |             |             |  |
|                |                           |                |              |              |             |             |  |
| Inscrits       | Inscrits                  | Inscrits       | 76 887       | 100,00       | 76 886      | 100,00      |  |
| Abstentions    | Abstentions               | Abstentions    | 11 630       | 15,13        | 12 137      | 15,79       |  |
| Votants        | Votants                   | Votants        | 65 257       | 84,87        | 64 749      | 84,21       |  |
| Blancs et nuls | Blancs et nuls            | Blancs et nuls | 1 099        | 1,68         | 1 659       | 2,56        |  |
| Exprimés       | Exprimés                  | Exprimés       | 64 158       | 98,32        | 63 090      | 97,44       |  |

Le suppléant de Joseph Frys était Régis Bouchez, attaché de cabinet du Ministère de la Coopération.

### Élections de 1973
| Candidat       | Candidat             | Parti          | Premier tour | Premier tour | Second tour | Second tour |  |
| Candidat       | Candidat             | Parti          | Voix         | %            | Voix        | %           |  |
| -------------- | -------------------- | -------------- | ------------ | ------------ | ----------- | ----------- |  |
|                | André Desmulliez élu | PS (UGSD)      | 20 198       | 28,43        | 37 237      | 52,42       |  |
|                | Joseph Frys sortant  | UDR (URP)      | 15 382       | 21,65        | 33 800      | 47,58       |  |
|                | Ivan Renar           | PCF            | 12 519       | 17,62        | Retrait     | Retrait     |  |
|                | Jean Desmarets       | CNIP           | 7 899        | 11,12        |             |             |  |
|                | Robert Meunier       | CD (MR)        | 6 054        | 8,52         |             |             |  |
|                | Marcel Lecluse       | CDP            | 5 856        | 8,24         |             |             |  |
|                | Alain Desjardin      | PSU            | 1 641        | 2,31         |             |             |  |
|                | Daniel Demarque      | LO             | 1 498        | 2,11         |             |             |  |
|                |                      |                |              |              |             |             |  |
| Inscrits       | Inscrits             | Inscrits       | 85 015       | 100,00       | 85 013      | 100,00      |  |
| Abstentions    | Abstentions          | Abstentions    | 11 986       | 14,1         | 11 574      | 13,61       |  |
| Votants        | Votants              | Votants        | 73 029       | 85,9         | 73 439      | 86,39       |  |
| Blancs et nuls | Blancs et nuls       | Blancs et nuls | 1 982        | 2,71         | 2 402       | 3,27        |  |
| Exprimés       | Exprimés             | Exprimés       | 71 047       | 97,29        | 71 037      | 96,73       |  |

Le suppléant d'André Desmulliez était Pierre Prouvost, adjoint au maire de Roubaix.

### Élections de 1978
| Candidat       | Candidat              | Parti                     | Premier tour | Premier tour | Second tour | Second tour |  |
| Candidat       | Candidat              | Parti                     | Voix         | %            | Voix        | %           |  |
| -------------- | --------------------- | ------------------------- | ------------ | ------------ | ----------- | ----------- |  |
|                | Pierre Prouvost élu   | PS                        | 27 890       | 31,58        | 46 685      | 52,06       |  |
|                | Xavier Delerue        | UDF (PR)                  | 19 071       | 21,59        | 42 992      | 47,94       |  |
|                | Ivan Renar            | PCF                       | 14 754       | 16,71        | Retrait     | Retrait     |  |
|                | Gérard Pengam         | RPR                       | 12 909       | 14,62        |             |             |  |
|                | Joseph Frys           | Divers droite (Gaulliste) | 4 091        | 4,63         |             |             |  |
|                | Jean-Marie Glantzlen  | Divers écologiste         | 3 355        | 3,8          |             |             |  |
|                | Yann Phelippeau       | Divers droite             | 1 370        | 1,55         |             |             |  |
|                | T. Laurent            | LO                        | 1 109        | 1,26         |             |             |  |
|                | André Coisne          | PSU (FA)                  | 976          | 1,11         |             |             |  |
|                | Gaston Lemant         | Divers droite             | 796          | 0,9          |             |             |  |
|                | Carole Brouwers       | LCR                       | 582          | 0,66         |             |             |  |
|                | Louis Delangue        | UGP                       | 580          | 0,66         |             |             |  |
|                | Michel Nys            | FN                        | 578          | 0,65         |             |             |  |
|                | Gabrielle Guillermain | UOPDP                     | 258          | 0,29         |             |             |  |
|                |                       |                           |              |              |             |             |  |
| Inscrits       | Inscrits              | Inscrits                  | 105 017      | 100,00       | 105 002     | 100,00      |  |
| Abstentions    | Abstentions           | Abstentions               | 14 596       | 13,9         | 13 344      | 12,71       |  |
| Votants        | Votants               | Votants                   | 90 421       | 86,1         | 91 658      | 87,29       |  |
| Blancs et nuls | Blancs et nuls        | Blancs et nuls            | 2 102        | 2,32         | 1 981       | 2,16        |  |
| Exprimés       | Exprimés              | Exprimés                  | 88 319       | 97,68        | 89 677      | 97,84       |  |

Le suppléant de Pierre Prouvost était Gérard Caudron, maire de Villeneuve-d'Ascq.

### Élections de 1981
| Candidat       | Candidat                      | Parti            | Premier tour | Premier tour | Second tour | Second tour |  |
| Candidat       | Candidat                      | Parti            | Voix         | %            | Voix        | %           |  |
| -------------- | ----------------------------- | ---------------- | ------------ | ------------ | ----------- | ----------- |  |
|                | Pierre Prouvost sortant réélu | PS               | 35 127       | 45,00        | 49 734      | 59,89       |  |
|                | Xavier Delerue                | UDF (PR)         | 28 289       | 36,24        | 33 308      | 40,11       |  |
|                | Ivan Renar                    | PCF              | 8 400        | 10,76        |             |             |  |
|                | Jean-Pierre Vandermeiren      | MÉP              | 2 782        | 3,56         |             |             |  |
|                | Jean-François Faba            | PSU              | 1 486        | 1,90         |             |             |  |
|                | Nicole Baudrin                | LO               | 1 062        | 1,36         |             |             |  |
|                | Marcel Montagne               | Divers (GO, UJP) | 904          | 1,16         |             |             |  |
|                |                               |                  |              |              |             |             |  |
| Inscrits       | Inscrits                      | Inscrits         | 111 660      | 100,00       | 111 660     | 100,00      |  |
| Abstentions    | Abstentions                   | Abstentions      | 32 210       | 28,85        | 26 574      | 23,8        |  |
| Votants        | Votants                       | Votants          | 79 450       | 71,15        | 85 086      | 76,2        |  |
| Blancs et nuls | Blancs et nuls                | Blancs et nuls   | 1 400        | 1,76         | 2 044       | 2,4         |  |
| Exprimés       | Exprimés                      | Exprimés         | 78 050       | 98,24        | 83 042      | 97,6        |  |

Le suppléant de Pierre Prouvost était Gérard Caudron.

### Élections de 1988
| Candidat       | Candidat              | Parti          | Premier tour | Premier tour | Second tour | Second tour |  |
| Candidat       | Candidat              | Parti          | Voix         | %            | Voix        | %           |  |
| -------------- | --------------------- | -------------- | ------------ | ------------ | ----------- | ----------- |  |
|                | Bernard Carton élu    | PS             | 17 104       | 40,43        | 23 760      | 53,74       |  |
|                | Michel Ghysel sortant | RPR (URC)      | 13 457       | 31,81        | 20 449      | 46,26       |  |
|                | Pierre Ceyrac sortant | FN             | 8 424        | 19,91        |             |             |  |
|                | Émile Duhamel         | PCF            | 3 320        | 7,85         |             |             |  |
|                |                       |                |              |              |             |             |  |
| Inscrits       | Inscrits              | Inscrits       | 65 624       | 100,00       | 65 625      | 100,00      |  |
| Abstentions    | Abstentions           | Abstentions    | 22 270       | 33,94        | 20 037      | 30,53       |  |
| Votants        | Votants               | Votants        | 43 354       | 66,06        | 45 588      | 69,47       |  |
| Blancs et nuls | Blancs et nuls        | Blancs et nuls | 1 049        | 2,42         | 1 379       | 3,02        |  |
| Exprimés       | Exprimés              | Exprimés       | 42 305       | 97,58        | 44 209      | 96,98       |  |

Le suppléant de Bernard Carton était Jean-Claude Provo, conseiller municipal d'Hem.

### Élections de 1993
| Candidat       | Candidat               | Parti          | Premier tour | Premier tour | Second tour | Second tour |  |
| Candidat       | Candidat               | Parti          | Voix         | %            | Voix        | %           |  |
| -------------- | ---------------------- | -------------- | ------------ | ------------ | ----------- | ----------- |  |
|                | Michel Ghysel élu      | RPR (UPF)      | 13 299       | 31,62        | 17 809      | 40,36       |  |
|                | Pierre Ceyrac          | FN             | 9 285        | 22,07        | 11 007      | 24,94       |  |
|                | Bernard Carton sortant | PS (ADFP)      | 8 995        | 21,38        | 15 312      | 34,7        |  |
|                | Jacky Minard           | GÉ (EÉ)        | 3 067        | 7,29         |             |             |  |
|                | Jean-Pierre Marescaux  | PCF            | 2 337        | 5,56         |             |             |  |
|                | Claudie Decalf         | LT-LNÉ         | 1 813        | 4,31         |             |             |  |
|                | Hubert Caron           | MDD            | 1 286        | 3,06         |             |             |  |
|                | Françoise Delbarre     | LO             | 1 080        | 2,57         |             |             |  |
|                | Abdlmajide Rokja       | Divers         | 298          | 0,71         |             |             |  |
|                | Francis Cléry          | AP             | 256          | 0,61         |             |             |  |
|                | Christian Veldeman     | LCR            | 248          | 0,59         |             |             |  |
|                | Raphaël Selosse        | PLN            | 99           | 0,24         |             |             |  |
|                |                        |                |              |              |             |             |  |
| Inscrits       | Inscrits               | Inscrits       | 66 562       | 100,00       | 66 562      | 100,00      |  |
| Abstentions    | Abstentions            | Abstentions    | 22 286       | 33,48        | 20 443      | 30,71       |  |
| Votants        | Votants                | Votants        | 44 276       | 66,52        | 46 119      | 69,29       |  |
| Blancs et nuls | Blancs et nuls         | Blancs et nuls | 2 213        | 5            | 1 991       | 4,32        |  |
| Exprimés       | Exprimés               | Exprimés       | 42 063       | 95           | 44 128      | 95,68       |  |

Le suppléant de Michel Ghysel était René Vandierendonck, UDF, Premier adjoint au maire de Roubaix.

### Élections de 1997
| Candidat       | Candidat               | Parti          | Premier tour | Premier tour | Second tour | Second tour |  |
| Candidat       | Candidat               | Parti          | Voix         | %            | Voix        | %           |  |
| -------------- | ---------------------- | -------------- | ------------ | ------------ | ----------- | ----------- |  |
|                | Guy Hascoët élu        | Les Verts (PS) | 12 467       | 30,27        | 21 090      | 46,74       |  |
|                | Michel Ghysel sortant  | RPR            | 10 128       | 24,59        | 15 288      | 33,88       |  |
|                | Philippe Guérard       | FN             | 9 809        | 23,81        | 8 742       | 19,38       |  |
|                | Christian Maes         | MDC            | 2 460        | 5,97         |             |             |  |
|                | Marc Cecon             | LO             | 1 664        | 4,04         |             |             |  |
|                | Georges Carlier        | GÉ             | 1 171        | 2,84         |             |             |  |
|                | Marie-Claude Vanhoutte | LT-LNÉ         | 814          | 1,98         |             |             |  |
|                | Claudine Dauphin       | Divers droite  | 810          | 1,97         |             |             |  |
|                | Abdlmajide Rokja       | Divers gauche  | 589          | 1,43         |             |             |  |
|                | Guy Playoust           | LDI (MPF)      | 536          | 1,3          |             |             |  |
|                | Hubert Caron           | Divers droite  | 353          | 0,86         |             |             |  |
|                | Daniel Gourmelon       | Extrême droite | 191          | 0,46         |             |             |  |
|                | Raphaël Selosse        | PLN            | 107          | 0,26         |             |             |  |
|                | Jean-Pol Taffin        | Divers droite  | 90           | 0,22         |             |             |  |
|                |                        |                |              |              |             |             |  |
| Inscrits       | Inscrits               | Inscrits       | 66 443       | 100,00       | 66 443      | 100,00      |  |
| Abstentions    | Abstentions            | Abstentions    | 23 207       | 34,93        | 19 991      | 30,09       |  |
| Votants        | Votants                | Votants        | 43 236       | 65,07        | 46 452      | 69,91       |  |
| Blancs et nuls | Blancs et nuls         | Blancs et nuls | 2 047        | 4,73         | 1 332       | 2,87        |  |
| Exprimés       | Exprimés               | Exprimés       | 41 189       | 95,27        | 45 120      | 97,13       |  |

Le suppléant de Guy Hascoët était André Lebrun, PS, contrôleur principal des impôts. André Lebrun remplaça Guy Hascoët, nommé membre du gouvernement, du 28 avril 2000 au 18 juin 2002.

### Élections de 2002
| Candidat       | Candidat               | Parti             | Premier tour | Premier tour | Second tour | Second tour |  |
| Candidat       | Candidat               | Parti             | Voix         | %            | Voix        | %           |  |
| -------------- | ---------------------- | ----------------- | ------------ | ------------ | ----------- | ----------- |  |
|                | Francis Vercamer élu   | UMP               | 13 492       | 36,23        | 17 191      | 51,01       |  |
|                | Guy Hascoët sortant    | Les Verts (PS)    | 11 286       | 30,31        | 16 510      | 48,99       |  |
|                | Sylvie Goddyn          | FN                | 7 158        | 19,22        |             |             |  |
|                | Françoise Delbarre     | LO                | 881          | 2,37         |             |             |  |
|                | Olivier Marichez       | LCR               | 838          | 2,25         |             |             |  |
|                | Christian Maes         | Pôle républicain  | 592          | 1,59         |             |             |  |
|                | Marie-Claude Vanhoutte | Divers écologiste | 582          | 1,56         |             |             |  |
|                | Mohamed Kaddouche      | Divers gauche     | 531          | 1,43         |             |             |  |
|                | Yann Phelippeau        | MNR               | 483          | 1,3          |             |             |  |
|                | Rachid Rizoug          | Extrême gauche    | 405          | 1,09         |             |             |  |
|                | Nassera Hamdi          | Divers gauche     | 263          | 0,71         |             |             |  |
|                | Jean Delangue          | CNIP              | 214          | 0,57         |             |             |  |
|                | Daniel Carbonnet       | MÉI               | 152          | 0,41         |             |             |  |
|                | Michel Terrioux        | Divers écologiste | 149          | 0,4          |             |             |  |
|                | Carmen Legrain         | CPNT              | 123          | 0,33         |             |             |  |
|                | Édith Legrand          | Divers écologiste | 82           | 0,22         |             |             |  |
|                | Françoise Thilliez     | PCF               | 5            | 0,01         |             |             |  |
|                | Jean-Marie Klecha      | Divers            | 0            | 0            |             |             |  |
|                |                        |                   |              |              |             |             |  |
| Inscrits       | Inscrits               | Inscrits          | 68 409       | 100,00       | 68 409      | 100,00      |  |
| Abstentions    | Abstentions            | Abstentions       | 30 240       | 44,2         | 33 315      | 48,7        |  |
| Votants        | Votants                | Votants           | 38 169       | 55,8         | 35 094      | 51,3        |  |
| Blancs et nuls | Blancs et nuls         | Blancs et nuls    | 933          | 2,44         | 1 393       | 3,97        |  |
| Exprimés       | Exprimés               | Exprimés          | 37 236       | 97,56        | 33 701      | 96,03       |  |

Le suppléant de Francis Vercamer était Max-André Pick, consultant en ressources humaines, de Roubaix.

### Élections de 2007
| Candidat       | Candidat                       | Parti          | Premier tour | Premier tour | Second tour | Second tour |  |
| Candidat       | Candidat                       | Parti          | Voix         | %            | Voix        | %           |  |
| -------------- | ------------------------------ | -------------- | ------------ | ------------ | ----------- | ----------- |  |
|                | Fanny Bullaert                 | PS             | 11 121       | 30,96        | 17 660      | 49,74       |  |
|                | Francis Vercamer sortant réélu | NC             | 10 810       | 30,1         | 17 844      | 50,26       |  |
|                | Max-André Pick                 | Divers droite  | 6 380        | 17,76        |             |             |  |
|                | Sylvie Goddyn                  | FN             | 3 030        | 8,44         |             |             |  |
|                | Slimane Tir                    | Les Verts      | 1 722        | 4,79         |             |             |  |
|                | Patrick Mortal                 | Extrême gauche | 958          | 2,67         |             |             |  |
|                | Françoise Delbarre             | LO             | 821          | 2,29         |             |             |  |
|                | Marie-Claude Vanhoutte         | LT-LNÉ         | 696          | 1,94         |             |             |  |
|                | Luc Van Engelandt              | MNR            | 196          | 0,55         |             |             |  |
|                | Isabelle Colas                 | Divers         | 185          | 0,52         |             |             |  |
|                |                                |                |              |              |             |             |  |
| Inscrits       | Inscrits                       | Inscrits       | 71 031       | 100,00       | 71 031      | 100,00      |  |
| Abstentions    | Abstentions                    | Abstentions    | 34 314       | 48,31        | 34 243      | 48,21       |  |
| Votants        | Votants                        | Votants        | 36 717       | 51,69        | 36 788      | 51,79       |  |
| Blancs et nuls | Blancs et nuls                 | Blancs et nuls | 798          | 2,17         | 1 284       | 3,49        |  |
| Exprimés       | Exprimés                       | Exprimés       | 35 919       | 97,83        | 35 504      | 96,51       |  |

### Élections de 2012
| Candidat       | Candidat                       | Parti               | Premier tour | Premier tour | Second tour | Second tour |  |
| Candidat       | Candidat                       | Parti               | Voix         | %            | Voix        | %           |  |
| -------------- | ------------------------------ | ------------------- | ------------ | ------------ | ----------- | ----------- |  |
|                | Francis Vercamer sortant réélu | NC (UMP)            | 15 297       | 40,71        | 19 606      | 55,07       |  |
|                | Marjolaine Pierrat-Feraille    | PS (EÉLV, PRG, MRC) | 12 226       | 32,53        | 15 994      | 44,93       |  |
|                | Gianni Meli                    | RBM (FN)            | 5 867        | 15,61        |             |             |  |
|                | Isabelle Vanspeybroeck         | FG (Divers gauche)  | 1 857        | 4,94         |             |             |  |
|                | Georges Duval                  | CpF (MoDem)         | 729          | 1,94         |             |             |  |
|                | Claudine Debove                | LT-LNÉ              | 545          | 1,45         |             |             |  |
|                | Isabelle Colas                 | AÉI                 | 360          | 0,96         |             |             |  |
|                | Sylvane Verdonck               | Divers              | 285          | 0,76         |             |             |  |
|                | Sabine Ryelandt                | LO                  | 243          | 0,65         |             |             |  |
|                | Julie Vautravers               | NPA                 | 171          | 0,46         |             |             |  |
|                |                                |                     |              |              |             |             |  |
| Inscrits       | Inscrits                       | Inscrits            | 72 159       | 100,00       | 72 159      | 100,00      |  |
| Abstentions    | Abstentions                    | Abstentions         | 34 051       | 47,19        | 35 528      | 49,24       |  |
| Votants        | Votants                        | Votants             | 38 108       | 52,81        | 36 631      | 50,76       |  |
| Blancs et nuls | Blancs et nuls                 | Blancs et nuls      | 528          | 1,39         | 1 031       | 2,81        |  |
| Exprimés       | Exprimés                       | Exprimés            | 37 580       | 98,61        | 35 600      | 97,19       |  |

### Élections de 2017
Les élections législatives françaises de 2017 ont eu lieu les dimanches 11 et 18 juin 2017.
|                  | Francis Vercamer*  | UDI-LR                       | 8 269  | 25,56  | 13 576 | 53,52  |  |  |  |  |  |
|                  | Arnaud Verspieren  | LREM-MODEM                   | 11 226 | 34,70  | 11 788 | 46,48  |  |  |  |  |  |
|                  | Yann Merlevède     | LFI-PCF                      | 4 792  | 14,81  |        |        |  |  |  |  |  |
|                  | Françoise Coolzaet | FN                           | 4 761  | 14,72  |        |        |  |  |  |  |  |
|                  | Hélène Viard       | PS                           | 1220   | 3,77   |        |        |  |  |  |  |  |
|                  | Karima Chouia      | EELV                         | 1078   | 3,33   |        |        |  |  |  |  |  |
|                  | Abdelkader Chouya  | UDS                          | 285    | 0,88   |        |        |  |  |  |  |  |
|                  | Renée Toillon      | LO                           | 285    | 0,88   |        |        |  |  |  |  |  |
|                  | Jonathan Dequidt   | UPR                          | 240    | 0,74   |        |        |  |  |  |  |  |
|                  | Marlène Sgard      | Parti des citoyens européens | 193    | 0,60   |        |        |  |  |  |  |  |
|                  |                    |                              |        |        |        |        |  |  |  |  |  |
| Inscrits         | Inscrits           | Inscrits                     | 72 442 | 100,00 | 72 443 | 100,00 |  |  |  |  |  |
| Abstentions      | Abstentions        | Abstentions                  | 39 528 | 54,56  | 44 526 | 61,46  |  |  |  |  |  |
| Votants          | Votants            | Votants                      | 32 915 | 45,44  | 27 916 | 38,54  |  |  |  |  |  |
| Blancs et nuls   | Blancs et nuls     | Blancs et nuls               | 566    | 1,72   | 2 552  | 9,14   |  |  |  |  |  |
| Exprimés         | Exprimés           | Exprimés                     | 32 349 | 98,28  | 25 364 | 90,86  |  |  |  |  |  |
| * député sortant |                    |                              |        |        |        |        |  |  |  |  |  |

### Élections de 2022
Les élections législatives françaises de 2022 ont eu lieu les dimanches 12 et 19 juin 2022.
|                                                      |                                                                                          |                           |                           |                          |                          |
|                                                      |                                                                                          | Premier tour 12 juin 2022 | Premier tour 12 juin 2022 | Second tour 19 juin 2022 | Second tour 19 juin 2022 |
|                                                      |                                                                                          |                           |                           |                          |                          |
|                                                      |                                                                                          | Nombre                    | % des inscrits            | Nombre                   | % des inscrits           |
| Inscrits                                             | Inscrits                                                                                 | 82 477                    | 100                       | 73 619                   | 100                      |
| Abstentions                                          | Abstentions                                                                              | 49 754                    | 60.32                     | 41 554                   | 56.44                    |
| Votants                                              | Votants                                                                                  | 32 723                    | 39.68                     | 32 065                   | 43.56                    |
|                                                      |                                                                                          |                           | % des votants             |                          | % des votants            |
| Bulletins blancs                                     | Bulletins blancs                                                                         | 353                       | 1.08                      | 1 521                    | 4.74                     |
| Bulletins nuls                                       | Bulletins nuls                                                                           | 155                       | 0,47                      | 620                      | 1.93                     |
| Suffrages exprimés                                   | Suffrages exprimés                                                                       | 32 215                    | 39,06                     | 29 924                   | 93.32                    |
|                                                      |                                                                                          |                           |                           |                          |                          |
| Candidat Étiquette politique (partis et alliances)   | Candidat Étiquette politique (partis et alliances)                                       | Voix                      | % des exprimés            | Voix                     | % des exprimés           |
|                                                      |                                                                                          |                           |                           |                          |                          |
|                                                      | Félicie Gérard Ensemble                                                                  | 8 623                     | 26,77                     | 16 600                   | 55,47                    |
|                                                      | Karima Chouia Nouvelle Union populaire écologique et sociale (Europe Écologie Les Verts) | 8 501                     | 26,39                     | 13 324                   | 44,53                    |
|                                                      | Valérie Six* Union des démocrates et indépendants                                        | 5 774                     | 17,92                     |                          |                          |
|                                                      | Jean-Sébastien Willem Rassemblement national                                             | 5 164                     | 16,03                     |                          |                          |
|                                                      | Mathilde Leconte Duchange Reconquête                                                     | 1 319                     | 4,09                      |                          |                          |
|                                                      | Nelly Savio Les écologistes avec la Majorité Présidentielle                              | 1 243                     | 3,86                      |                          |                          |
|                                                      | Jeyan Bichon Parti animaliste                                                            | 682                       | 2,12                      |                          |                          |
|                                                      | Nicolas Schuurman Lutte ouvrière                                                         | 481                       | 1,49                      |                          |                          |
|                                                      | Charlotte Houcke Les Patriotes                                                           | 428                       | 1,33                      |                          |                          |
| * Députée sortante (remplaçante de Francis Vercamer) |                                                                                          |                           |                           |                          |                          |

### Élections de 2024
| Candidat                 | Candidat                 | Parti et coalition       | Nuance                   | Premier tour | Premier tour | Second tour | Second tour |
| Candidat                 | Candidat                 | Parti et coalition       | Nuance                   | Voix         | %            | Voix        | %           |
| ------------------------ | ------------------------ | ------------------------ | ------------------------ | ------------ | ------------ | ----------- | ----------- |
|                          | Félicie Gérard           | HOR (ENS)                | HOR                      | 17 168       | 36,71        | 18 612      | 39,53       |
|                          | Karima Chouia            | LÉ (NFP)                 | UG                       | 15 053       | 32,19        | 15 067      | 32,00       |
|                          | Céline Sayah             | RN                       | RN                       | 13 163       | 28,15        | 13 408      | 28,47       |
|                          | Jean-Sébastien Willem    | REC                      | REC                      | 763          | 1,63         |             |             |
|                          | Nicolas Schuurman        | LO                       | EXG                      | 617          | 1,32         |             |             |
|                          |                          |                          |                          |              |              |             |             |
| Suffrages exprimés       | Suffrages exprimés       | Suffrages exprimés       | Suffrages exprimés       | 46 764       | 97,70        | 47 087      | 98,17       |
| Votes blancs             | Votes blancs             | Votes blancs             | Votes blancs             | 760          | 1,59         | 637         | 1,33        |
| Votes nuls               | Votes nuls               | Votes nuls               | Votes nuls               | 341          | 0,71         | 239         | 0,50        |
| Total                    | Total                    | Total                    | Total                    | 47 865       | 100          | 47 963      | 100         |
| Abstention               | Abstention               | Abstention               | Abstention               | 25 579       | 34,83        | 25 489      | 34,70       |
| Inscrits / participation | Inscrits / participation | Inscrits / participation | Inscrits / participation | 73 444       | 65,17        | 73 452      | 65,30       |